# Kármán-Linie

Schichten der Atmosphäre. (nicht maßstabsgetreu)

Die Kármán-Linie ist eine gedachte Grenze in einer Höhe von 100 km über dem Meeresspiegel, die dazu genutzt wird, um die Luftfahrt von der Raumfahrt zu unterscheiden. Oberhalb dieser Grenze sollen Höhengewinne von Luftfahrzeugen überwiegend auf der für Orbitalflüge nötigen Fliehkraftwirkung anstelle des von Flugzeugen genutzten dynamischen Auftriebs beruhen. Festgelegt wurde diese Grenzhöhe von der Fédération Aéronautique Internationale (FAI) und benannt zu Ehren des Luftfahrttechnikers Theodore von Kármán, der entscheidend an ihrer Definition mitwirkte.
Die im Zweiten Weltkrieg eingesetzte deutsche A4 („V2“) mit der Bezeichnung MW 18014 war als ballistische Artillerierakete großer Reichweite konzipiert und das erste von Menschen konstruierte Objekt, das eine Höhe von über 100 km erreichte. Der erste Mensch, der die Kármán-Linie überschritt, war der sowjetische Kosmonaut Juri Gagarin am 12. April 1961.

## Hintergrund und Bedeutung
Anfang der 1950er Jahre wollte von Kármán die Luftfahrt von der Raumfahrt unterscheiden können. Dafür benötigte er eine Definition und korrespondierte deshalb mit zahlreichen führenden Wissenschaftlern aus diesen zwei Bereichen. Die Idee bei der Erstellung einer Grenze war, dass ein Flugobjekt, je höher es steigt, immer höhere Geschwindigkeiten benötigt, um durch die aerodynamischen Kräfte kontrolliert fliegen zu können. Ab einer bestimmten Geschwindigkeit bzw. Höhe ist die Zentrifugalkraft größer als die aerodynamischen Kräfte. Die Luftfahrt ist damit bedeutungslos. Dafür wurden zahlreiche Berechnungen durchgeführt, die ergaben, dass die Grenze bei einer Höhe von circa 100 Kilometer gesetzt werden kann. Von Kármán schlug die gerundete Höhe von 100 Kilometer vor, die von den anderen Wissenschaftlern akzeptiert wurde und relativ nah an den berechneten Ergebnissen liegt.
Die Kármán-Linie dient im Wesentlichen der Klassifikation von Flugleistungen, da diese in den beiden Bereichen unterhalb und oberhalb von ihr nicht vergleichbar sind. So wurde sie beispielsweise bei der Auslobung des X-Prize für den ersten privat finanzierten Weltraumflug als Kriterium verwendet.
Die Kármán-Linie hat – wie auch andere Eingrenzungen von „Weltraum“ – keine völkerrechtliche Bedeutung. Nach internationalen Rechtsstandards befinden sich alle Luftfahrzeuge und Raketen oberhalb eines Staatsgebiets in dessen nationalem Luftraum, egal wie hoch sie fliegen.

## Andere Definitionen
Die  Streitkräfte der Vereinigten Staaten orientieren sich anstelle der Kármán-Linie an einer in den 1950er Jahren vom National Advisory Committee for Aeronautics (NACA) festgelegten Flughöhe von 50 Meilen (etwa 80 km). Dieser Definition liegt die Annahme zugrunde, dass für die aerodynamische Steuerung eines Luftfahrzeugs ein dynamischer Druck auf die Steuerflächen von mindestens 1 lbF/ft² (47,88 Pa) nötig ist. So verlieh die U.S. Air Force Astronautenabzeichen an Piloten wie William John Knight, die mit dem Experimentalflugzeug X-15 die Grenze von 50 Meilen, aber nicht von 100 km überschritten. Nach demselben Kriterium vergibt die Luftfahrtbehörde FAA seit 2004 Astronautenabzeichen an „kommerzielle Astronauten“.
Internationale Rechtsnormen betrachten jeden Orbitalflug als Raumflug, egal in welcher Höhe er stattfindet.
Einzelne Staaten können den ihrer Lufthoheit unterliegenden Luftraum mit nationalen Regelungen eingrenzen. Österreich definiert dazu seine „obere Staatsgrenze“ als die „Höhe, in der sich Luftfahrzeuge nicht mehr aufgrund des aerodynamischen Auftriebs, sondern nur aufgrund der Keplerschen Kraft zu bewegen vermögen“, ohne eine konkrete Höhe anzugeben. Diese der Kármán-Linie ähnliche Definition ist insofern nicht vereinbar mit den physikalischen Gegebenheiten, als der dynamische Auftrieb mit zunehmender Höhe stetig ab- und die „Keplersche Kraft“ mit zunehmender Geschwindigkeit stetig zunimmt. Ein plötzlicher Wechsel zwischen aerodynamischen und astrodynamischen Kräften findet nicht statt.